# Platycarpum froesii
Platycarpum froesii är en måreväxtart som beskrevs av Cornelis Eliza Bertus Bremekamp. Platycarpum froesii ingår i släktet Platycarpum och familjen måreväxter. Inga underarter finns listade i Catalogue of Life.